# Boso (Ghana)
Boso è una piccola città nel distretto di Asuogyaman della Regione Orientale del Ghana.
L'insediamento si trova tra due montagne ed è vicino al lago Volta. Gli abitanti sono per lo più di lingua Guan. La maggior parte della popolazione è cristiana, con una piccola minoranza che pratica le religioni tradizionali africane.